# Club Esportiu Universitari
El Club Esportiu Universitari, també conegut com a CEU, és un club poliesportiu de la ciutat de Barcelona, destacant en la pràctica de l'atletisme i el rugbi.

## Història
Des dels primers temps de l'aparició de l'esport a Barcelona, trobem referències d'equips universitaris competint en les diferents disciplines esportives, amb noms com Universitat de Barcelona, Club Universitari o amb el nom de diverses Facultats. Especialment reeixits foren l'Universitary SC, que competí en futbol a començaments de segle XX i el Barcelona Universitari Club, fundat el 1929. L'actual club fou fundat el 1952, com a club d'atletisme, promogut per Josep Barrachina. Inicialment entrenava a Montjuïc i, fins que la temporada 1957-58 rebé el suport de la Universitat de Barcelona (UB), començant a entrenar a les pistes universitàries. L'any 1960 s'hi incorporaren els atletes del dissolt Club Atletisme Stadium i el 1962 es formà la secció femenina amb les atletes procedents del Club Esportiu Hispano Francès. Per l'entitat han passat atletes olímpics com Antonio Corgos, Carles Sala, Teresa Rioné o José Manuel Abascal.
La secció de rugbi es fundà l'any 1960. Durant els anys setanta jugà a la divisió d'honor. L'any 2001 es fusionà amb el CR Bonanova (fundat el 1969).
La secció d'handbol fou fundada l'any 1957 i durant la dècada de 1970 jugà a primera divisió estatal. La secció de rem fou creada el 1992, sota el nom Barcelona Club de Rem, que té com a base el Canal Olímpic de Catalunya, a Castelldefels.
El 1985 es funda el Club Bàsquet Femení Barcelona, que heretà el planter desaparegut del Club Bàsquet L'Hospitalet. La temporada 1987-88 esdevingué Club Bàsquet Femení Universitari de Barcelona, com a secció del CEU, i més tard fou patrocinat pel FC Barcelona, competint com a UB Barça.
Actualment (2021), les seccions actives són les de rugbi (CEU Rugby Barcelona) i d'atletisme.
| Atletisme | Rugbi |

## Palmarès
Atletisme: aire lliure
| Competició                                    | Campió           |
| --------------------------------------------- | ---------------- |
| Absolut, categoria masculina (1944-2012)      | -                |
| Absolut, categoria femenina (1965-2012)       | 1965, 1969, 1971 |
| Absolut, categoria conjunta (2013-2022)       | -                |
| Sub20/Junior, categoria masculina (1992-2022) | -                |
| Sub20/Junior, categoria femenina (1992-2022)  | -                |
| Sub16/Cadet, categoria masculina (1986-2022)  | -                |
| Sub16/Cadet, categoria femenina (1986-2022)   | -                |